# Breamish
Breamish (ang. River Breamish) – rzeka w północnej Anglii, w hrabstwie Northumberland.
Źródło rzeki znajduje się w paśmie górskim Cheviot Hills, na terenie parku narodowego Northumberland, ok. 1 km od granicy szkockiej, na wysokości ok. 500 m n.p.m. W Bewick Bridge rzeka zmienia nazwę na Till, dalej uchodzi do rzeki Tweed.